# دورة الألعاب الأمريكية 2003
دورة الألعاب الأمريكية 2003 أقيمت في سانتو دومينغو من أغسطس 1 إلى أغسطس 17. شارك فيها 5223 رياضياً من 42 بلداً، تنافسو في 338 حدث في 35 رياضة. كان ملعب فيليكس سانشيز الأولمبي هو الملعب الرئيسي للدورة.

## الرياضات
| - نبالة - ألعاب القوى - كرة ريشة - كرة القاعدة - كرة السلة - كرة الباسك - بولينج - ملاكمة - ركوب الدراجات - غطس - مبارزة سيف الشيش - هوكي الحقل - كرة القدم - جمباز - كرة اليد - جودو - كاراتيه | - الخماسي الحديث - كرة الراح - تزلج بالعجلات - ملاحة شراعية - إطلاق النار - كرة لينة - سباحة متزامنة - كرة طاولة - تايكوندو - كرة المضرب - سباق ثلاثي - كرة طائرة - كرة الماء - تزلج على الماء - مصارعة |

## عدد الميداليات
| 1 | البلد المستضيف |

| الترتيب | منتخب              | ذهبية   | فضية | برونزية | المجموع     |
| ------- | ------------------ | ------- | ---- | ------- | ----------- |
| 1       | الولايات المتحدة a | 118/117 | 80   | 73/72   | 271/270/269 |
| 2       | كوبا               | 72      | 41   | 39      | 152         |
| 3       | كندا a             | 29      | 57   | 42/41   | 128/127     |
| 4       | البرازيل           | 29      | 40   | 54      | 123         |
| 5       | المكسيك a          | 20      | 27   | 32/31   | 79/78       |